# Kyaukse
Kyaukse (tiếng Miến Điện: ကျောက်ဆည် မြို့, phát âm [tɕauʔ sʰɛ̀ mjo̯]) là một thị trấn nhỏ ở vùng Mandalay, Myanmar. Đây là quê hương của Thống tướng Than Shwe.